# Metropolitan School Frankfurt
Die Metropolitan School Frankfurt ist eine Internationale Schule in Frankfurt am Main. Sie ist eine staatlich genehmigte Ersatzschule einschließlich  Kindergarten für Kinder von 3 bis 18 Jahren. Sie bietet als Schulabschluss  das International Baccalaureate (Internationale Abitur) an.
Der Schulcampus mit Freiflächen, Elternparkplatz und einem 3.600 Quadratmeter großem Schulgebäude liegt in der Eschborner Landstraße, in Frankfurt-Rödelheim, etwa sechs Kilometer vom Stadtzentrum entfernt. Gründer der Schule ist der ehemalige Investmentbanker Peter Ferres, der nach einem Lehrerstudium heute die kaufmännische Leitung (Managing Director) und die Schulträgerfunktion wahrnimmt. Die Metropolitan School wird als gemeinnützige GmbH (gGmbH) geführt.

## Kindergarten
Der Metropolitan School Frankfurt ist ein Kindergarten angegliedert. Die Betreuung erfolgt wie der Unterricht bilingual mittels Immersion. Der städtische Kindergarten erhält von der Stadt Frankfurt Subventionen. Für Kinder, die in Frankfurt angemeldet sind, werden die Gebühren von der Stadt Frankfurt übernommen.

## Metropolitan School Frankfurt Primary School, Middle School, Highschool
Die Metropolitan School Frankfurt ist eine sogenannte IB World School, die von der Internationalen Baccalaureate Organisation autorisiert ist, das internationale „Primary Years Programme“ für Kinder von 3 bis 11 Jahren (Kindergarten bis einschließlich 5. Klasse) und das IB DP (International Baccalaureate Diploma Programme) in Klasse 11 und 12, zu unterrichten. Von Klasse 6 bis 10 bietet die Metropolitan School Frankfurt das „Cambridge International“ Curriculum an, welches die Schule als „Cambridge Examinations Centre“ auszeichnet. In der 10. Klasse werden die IGCSE Prüfungen abgelegt, die einem deutschen Realschulabschluss entsprechen. In der 11. und 12. Klasse wird das IB DP (International Baccalaureate Diploma Programme) unterrichtet, Schulabschluss nach der 12. Klasse ist das IB Diplom (internationales Abitur), das sich bei entsprechender Fächerwahl in ein deutsches Abitur umschreiben lässt. Neben dem IB Diplom erhalten die Schüler auch das amerikanische High School Diploma.
Die Hauptunterrichtssprache in allen Fächern – außer dem Fach Deutsch – ist Englisch. Die muttersprachlichen Lehrkräfte kommen aus Großbritannien, Irland, den USA, Canada, Australien und Neuseeland. Eine Stunde Deutschunterricht pro Tag erfolgt durch deutsche Lehrkräfte. Die Schule richtet sich an internationale und an deutsche Familien. Der Schulgründer beschreibt dieses Konzept als international education with German roots.
Jede Klasse wird von Fach- und Lehrkräften mit entsprechender pädagogischer Ausbildung für die jeweilige Altersstufe unterrichtet. In den ersten Jahrgangsstufen ist zusätzlich noch eine zweite Lehrkraft im Klassenraum tätig. Fachkräfte mit Zusatzausbildung für eine besondere Förderung und Unterstützung von Schülern, wie auch eine schulinterne Psychologin unterstützen die internationalen Lehrer in ihrer Tätigkeit.
Seit der Eröffnung im August 2007 wuchs die Schule von 70 auf 620 Schüler aus 55 Ländern. Die maximale Kapazität von ca. 650 Schülern ist damit fast erreicht. Aufgrund der Anerkennung der Metropolitan School als „Ersatzschule“ erhält die Schule staatliche Subventionen, die direkt in die Schule fließen und Elternentgelte reduzieren. Durch die Anerkennung als Ersatzschule können deutsche Schüler ohne Nachweis beim Schulamt die internationale Schule besuchen.
Ein an der Schule durchgeführtes Projekt gewann 2019 den Dudley R. Herschbach SIYSS Award. Als Preis hierfür wurde ein Asteroid nach dem durchführenden Schüler Adrien Chen-Wei Jathe der Metropolitan School Frankfurt benannt: (15568) Jathe.